# La Dame de Vittel
Pour plus de détails, voir Fiche technique et Distribution.
La Dame de Vittel est un film français réalisé par Roger Goupillières, sorti en 1937.

## Synopsis
À Paris, Jean Bourselet, grand amateur de jolies femmes, rencontre la charmante Madeleine, que les hommes n'effraient pas, et dont le mari est hôtelier à Vittel. Muni d'un mot de son médecin, Bourselet file à Vittel. Son épouse Henriette, sur ses gardes, l'y rejoint et découvre que son mari se fait passer pour veuf pour mieux courtiser sa belle. Henriette se déclare veuve à son tour, et flirte avec un homme. La leçon va porter, et après quelques péripéties, Bourselet se réjouit de retrouver sa femme.

## Fiche technique
- Titre : La Dame de Vittel
- Réalisation : Roger Goupillières
- Scénario et dialogues : Roger Ferdinand, d'après sa pièce éponyme écrite avec Georges Dolley (1934)
- Décors : Lucien Aguettand
- Photographie : Jean Isnard
- Musique : Ralph Erwin
- Production : André Aron
- Société de production : Pan Ciné
- Pays d'origine :  France
- Format : Noir et blanc - 35 mm - 1,37:1
- Genre : Comédie
- Durée : 84 minutes
- Date de sortie : 
  - France : 5 février 1937

## Distribution
- Alice Field : Henriette Bourselet
- Frédéric Duvallès : Jean Bourselet
- Fernand Charpin : Victor Fidoux
- Christiane Delyne : Madeleine Fidoux
- Denise Grey : Mme Bleu
- André Bervil : José Gonin
- Paul Faivre : Cornillon
- Léonce Corne
- Guy Rapp
- Andrée Champeaux